# إبراهيم سعادة
إبراهيم سعادة (27 أبريل 2000) هو لاعب كرة قدم أردني يلعب في مركز خط الوسط في نادي المحرق البحريني ومنتخب الأردن.